# 布魯日區
布魯日區（荷蘭語：Arrondissement Brugge）是比利時弗拉芒大區西佛兰德省的一個区。該區轄有10個市鎮，面積661.29平方公里，2020年1月1日人口為282506。

## 市鎮
布魯日區下轄以下市鎮：
- 贝尔讷姆（Beernem）
- 布兰肯贝赫（Blankenberge）
- 布魯日（Brugge）
- 达默（Damme）
- 亚贝克（Jabbeke）
- 克诺克-海斯特（Knokke-Heist）
- 奥斯特坎普（Oostkamp）
- 托尔豪特（Torhout）
- 泽德尔海姆（Zedelgem）
- 宰恩凯尔克（Zuienkerke）